# Thomas Platter il Giovane
Thomas Platter il Giovane (Basilea, 24 luglio 1574 – Basilea, 4 dicembre 1628) è stato un medico svizzero.

## Biografia
Suo padre era l'umanista Thomas Platter il Vecchio e nacque dal suo secondo matrimonio con Esther Gross.
La registrazione più diretta della vita di Platter è il diario che egli tenne, scritto in tedesco, tra circa il 1595 e il 1600. In esso dettaglia la sua vita di studente di medicina a Montpellier e i suoi viaggi successivi in Francia, Spagna, Fiandre e Inghilterra. 
Il diario fornisce dettagli su molti aspetti della cultura europea di fine seicento: l'educazione medica (incluse le dissezioni), la vita di strada e il carnevale a Barcellona, il teatro europeo e gli aspetti pratici del commercio degli schiavi.
Probabilmente, la parte più studiata del suo diario è il suo resoconto di un viaggio compiuto a Londra nel 1599 con il suo fratellastro maggiore, Felix Platter, che includeva una visita effettuata il 21 settembre, verso le due di pomeriggio, al Globe Theatre. Platter vide una produzione iniziale del Giulio Cesare di Shakespeare: il suo racconto fornisce agli studiosi di Shakespeare la base per la datazione della tragedia.
Nel 1600 conseguì il dottorato in Medicina; nel 1614 divenne professore di Anatomia e Botanica e nel 1624 di Medicina all'Università di Basilea; terminò la sua carriera divenendone Decano e poi Rettore. Nello stesso periodo, esercitò la professione di medico.
Suo figlio Felix Platter (1605–1671) fu professore di Logica e Fisica e lasciò parecchie opere sull'Astronomia.